# Primär tillväxt
Primär tillväxt hos växter sker i spetsarna på stammen, grenar och rötter, och förlänger dessa på detta sätt. Tillväxten sker alltså inte i rötterna som skjuter upp stammen - det är en vanlig missuppfattning. Vävnaden där den primära tillväxten sker kallas primärt meristem. De flesta örter och vissa träd har bara primär tillväxt, och alltså ingen sekundär tillväxt. Träd av denna typ är i allmänhet av palmtyp.